# Пон (кантон)
Пон (фр. Pons) — кантон во Франции, находится в регионе Пуату — Шаранта. Департамент кантона — Приморская Шаранта. Входит в состав округа Сент. Население кантона на 2006 год составляло 12 151 человек.
Код INSEE кантона 1720. Всего в кантон Пон входят 19 коммун, из них главной коммуной является ).

## Коммуны кантона
- Ави — население 473 чел.
- Беллюир — население 169 чел.
- Бирон (Приморская Шаранта) — население 234 чел.
- Буньо — население 500 чел.
- Брив-сюр-Шарант — население 223 чел.
- Шаденак — население 419 чел.
- Кулонж — население 214 чел.
- Эшбрюн — население 491 чел.
- Флеак-сюр-Сёнь — население 339 чел.
- Мариньяк — население 379 чел.
- Мазроль — население 252 чел.
- Монтиль — население 721 чел.
- Периньяк — население 972 чел.
- Пон — население 4454 чел.
- Руфьяк — население 389 чел.
- Сен-Леже (Приморская Шаранта) — население 551 чел.
- Сен-Сёрен-де-Пален — население 152 чел.
- Сен-Север-де-Сантонж — население 606 чел.
- Салиньяк-сюр-Шарант — население 613 чел.